# Nécropole nationale de Revigny-sur-Ornain
La nécropole nationale de Revigny-sur-Ornain est une nécropole de Meuse en Grand Est.

## Description
La nécropole a été inaugurée le 24 septembre 1916, rendant un hommage à tous les soldats tombés sur les champs de bataille de Verdun et de Champagne. 1 313 tombes y sont recensées dont deux datant de la seconde guerre mondiale.

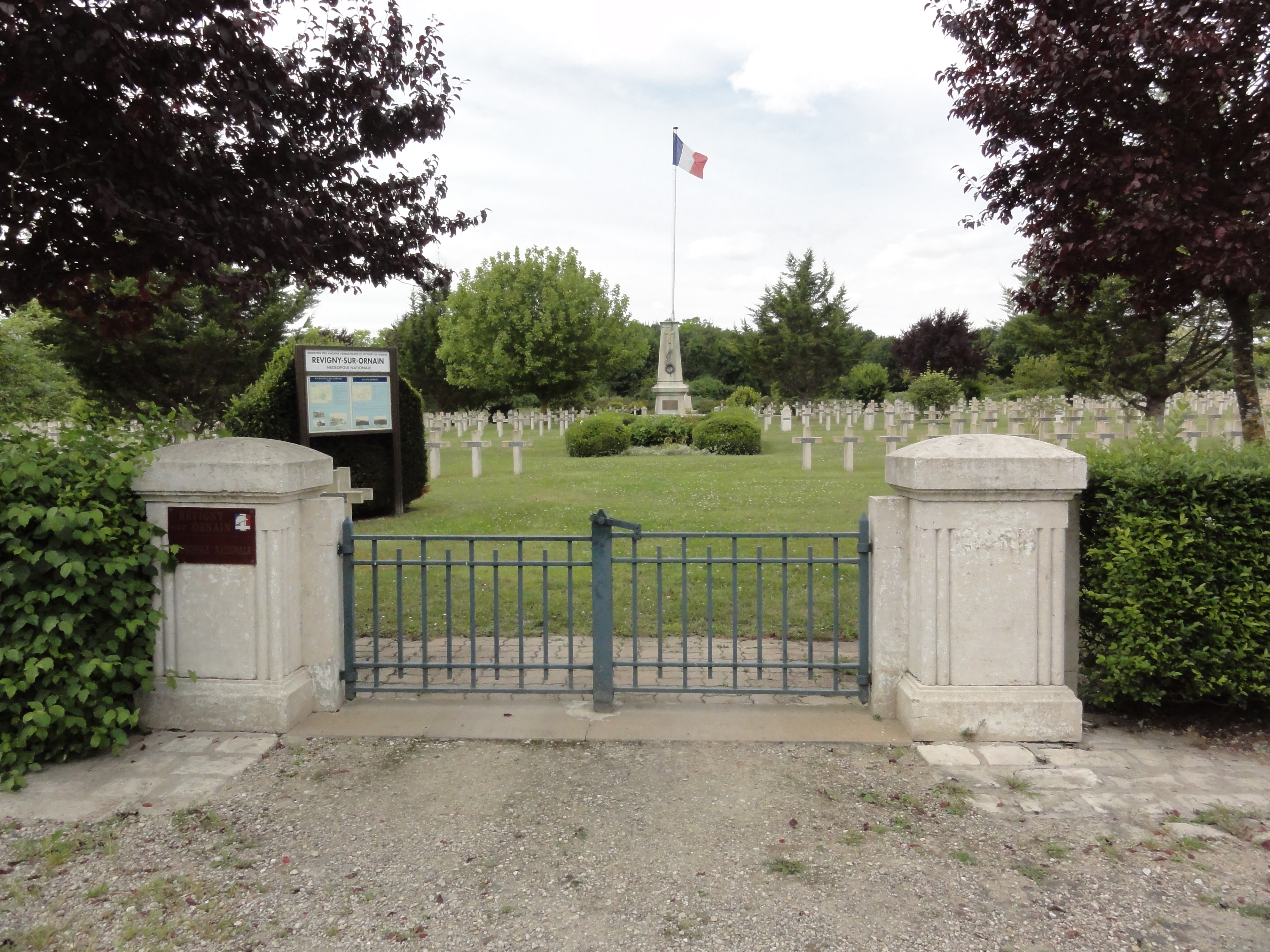
Nécropole nationale, entrée
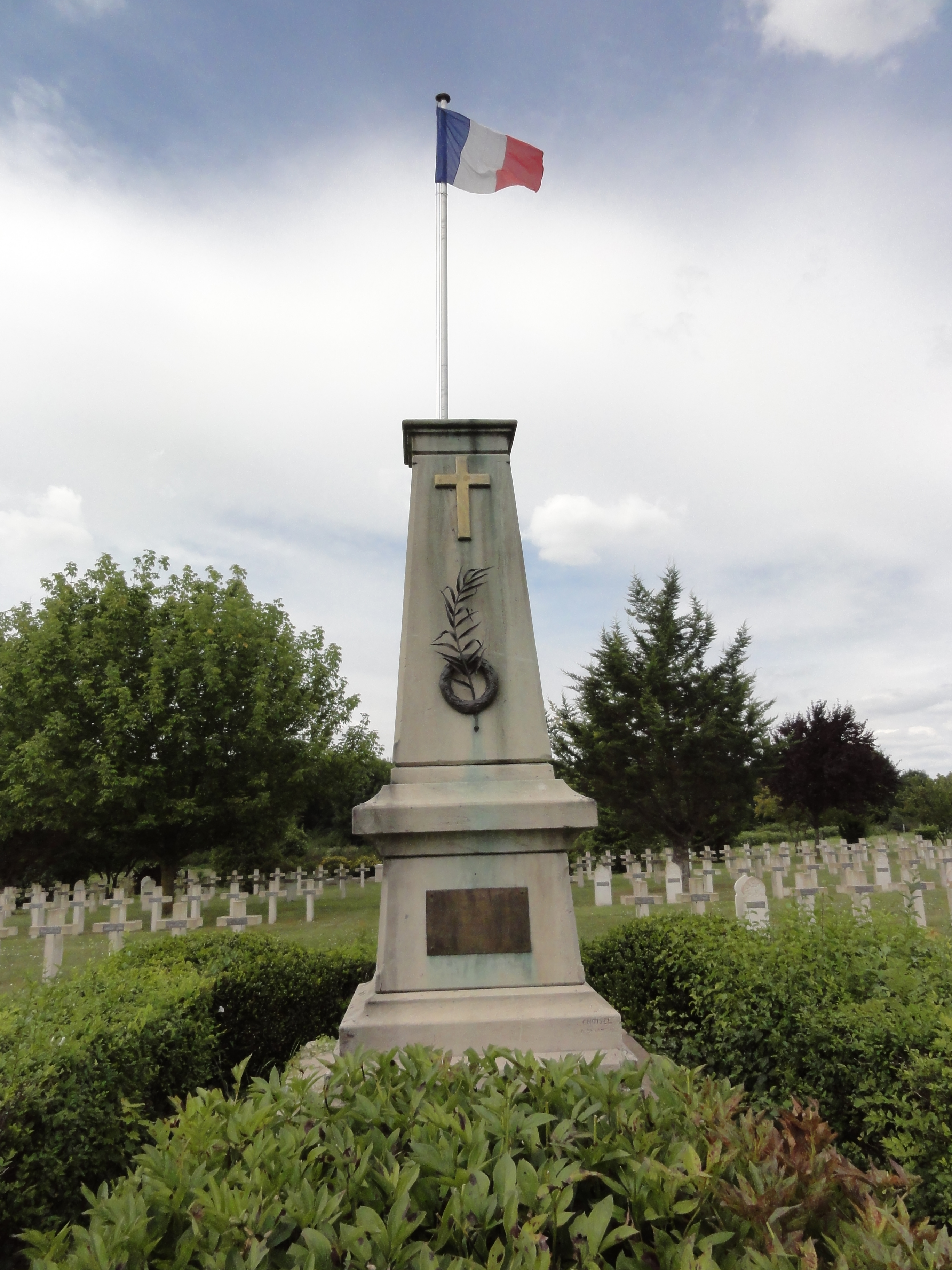
Nécropole nationale, le monument
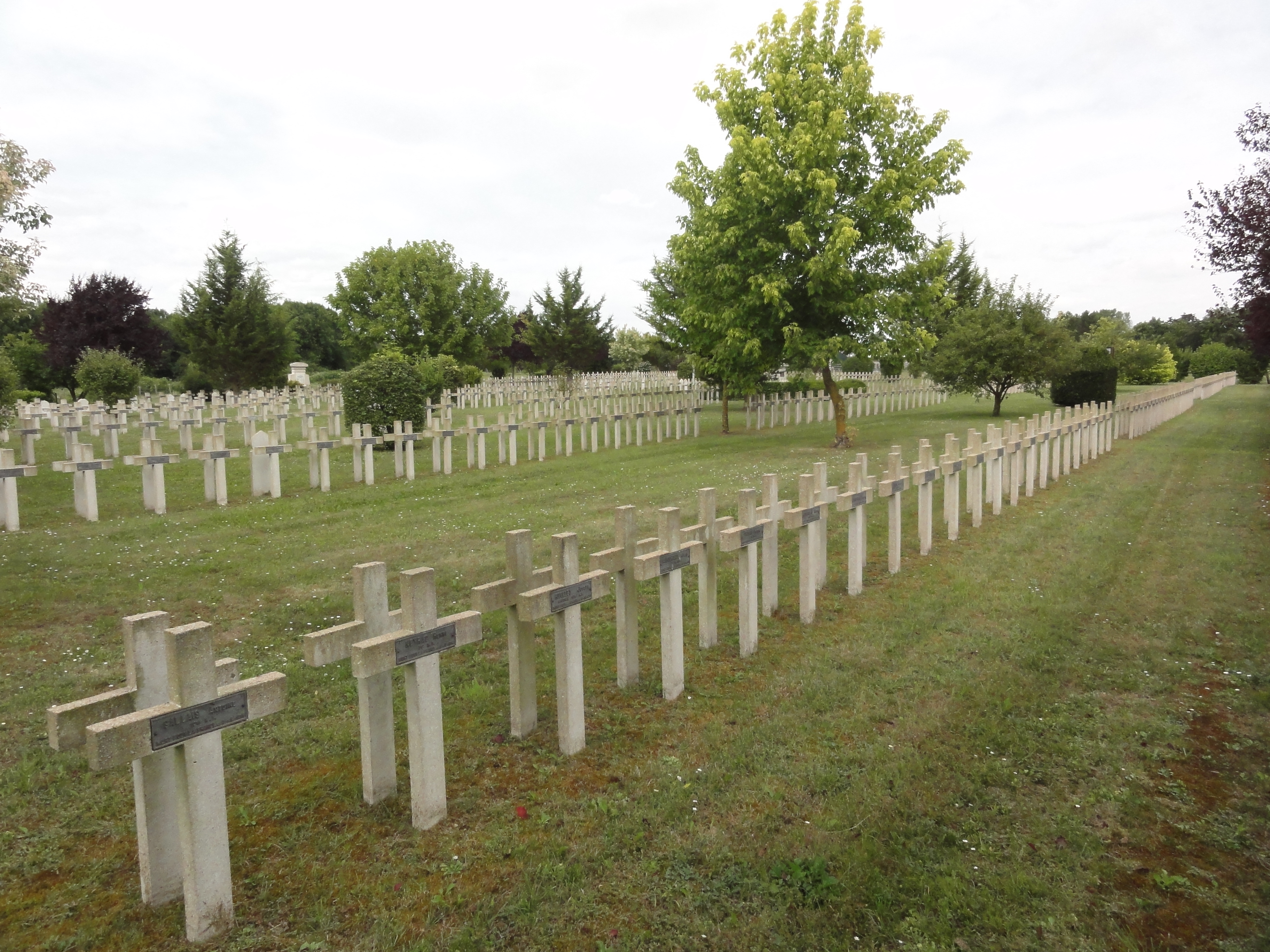
Nécropole nationale, vue d'ensemble
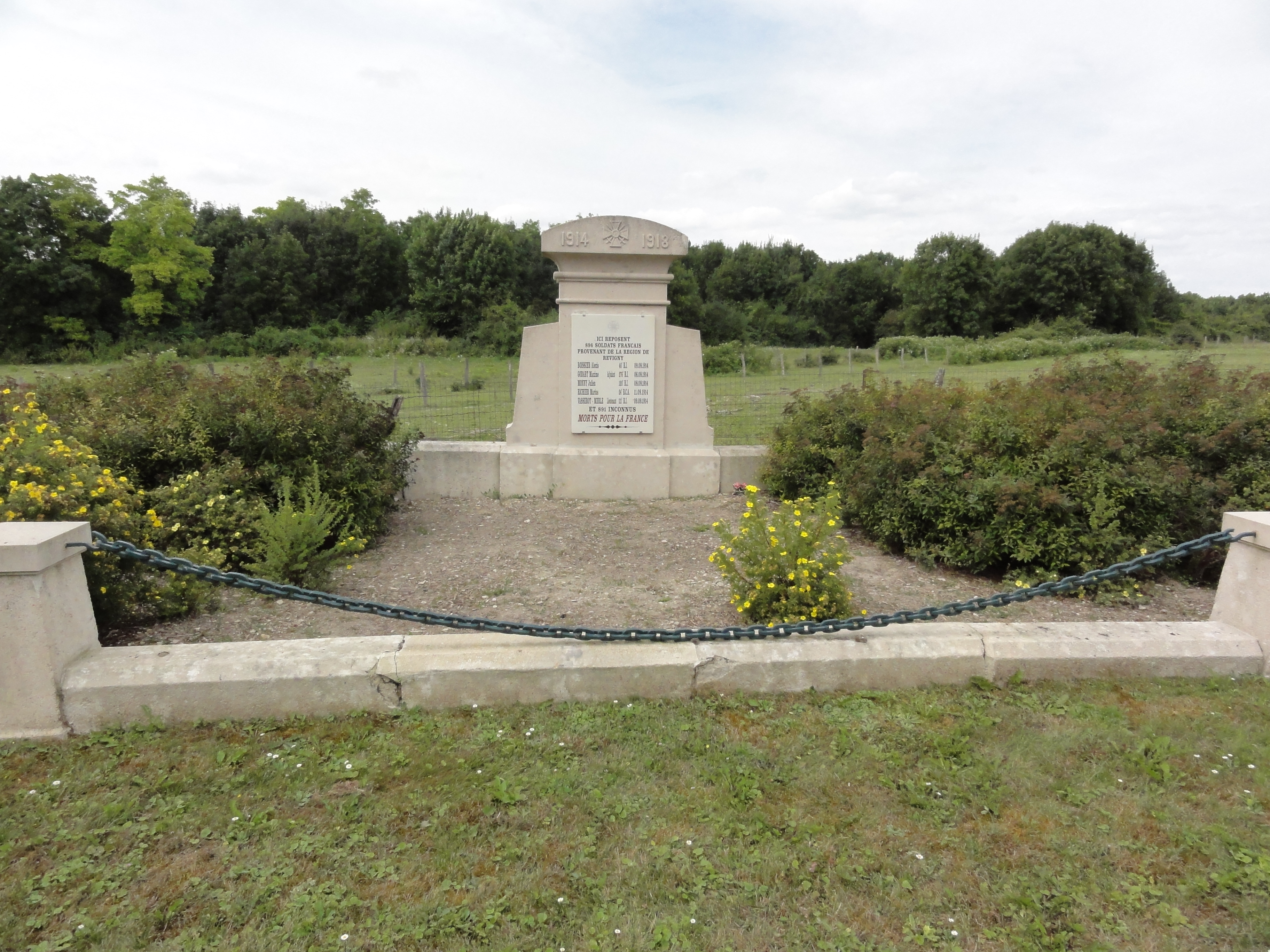
Nécropole nationale, la fosse commune